# 殷恭先
殷恭先（？—？）字锦波，山东龙口人。中华民国军事将领。

## 生平
清朝末年，殷恭先曾任武卫军前路统领，后来改任张勋的定武军统领。1915年袁世凯称帝，晋封其为三等男爵。后来，殷恭先曾任皖北镇守使。1922年4月19日，获将军府峻威将军。